# 宽叶柳兰
宽叶柳兰（学名：Epilobium latifolium），为柳叶菜科柳叶菜属下的一个植物种。